# Orok
Cet article concerne la langue orok. Pour le peuple orok, voir Oroks.
L'orok ou uilta est une langue toungouse qui est aujourd'hui parlée par quelques centaines de locuteurs en Sibérie. Selon un recensement russe de 2002, il y aurait 346 Oroks vivants en Russie, dont 64 parleraient orok couramment. Certains Oroks vivraient sur l'île d'Hokkaido au Japon où il ne resterait plus que trois véritables locuteurs.
Il y a deux dialectes : celui du nord (île Sakhaline, Russie) et celui du sud (Sakhaline et Hokkaido, Japon)
L'orok n'est plus parlé usuellement que par les membres de l'ancienne génération, la nouvelle génération étant russophone. L'orok reste utilisé pour la littérature orale populaire. L'orok est actuellement écrit en cyrillique depuis 2007 sur l'île Sakhaline.
Les Oroks se nomment eux-mêmes Уйлта (ujlta) ou Улъта (ulʲta).

## Écriture

Alphabet orok.

| Majuscules | А | А̄ | Б | В | Г | Д | Е | Е̄ | Ӡ | И | Ӣ | Ј | К | Л | М | Н | Ԩ | Ӈ | О | О̄ | Ө | Ө̄ | П | Р | С | Т | У | Ӯ | Х | Ч | Э | Э̄ |
| Minuscules | а | а̄ | б | в | г | д | е | е̄ | ӡ | и | ӣ | ј | к | л | м | н | ԩ | ӈ | о | о̄ | ө | ө̄ | п | р | с | т | у | ӯ | х | ч | э | э̄ |

## Sources
- (ru) Л.В. Озолиня, Орокский-русский словарь, Novossibirsk, Izd. SO RAN, 2001  (ISBN 5-7692-0451-6)
- (en) Ilya Yevlampiev et Karl Pentzlin, Proposal to encode a missing Cyrillic letter pair for the Orok language, 6 juillet 2011 (lire en ligne)